# Спасителен пояс
Спасителен пояс е вид средство за безопасност, устройство във формата на тор („геврек“) или подкова, предназначено за хвърляне във вода и спасяване на човешки живот при евентуално падане във водата. Поясите са изработени от материали, които ги задържат над водата. Боядисани са в ярък, забележим цвят – ярко-оранжев или червен, възможно, с няколко бели черти. На пояса е закрепен леер. Може да се видят на плавателни съдове (например кораби), докове и плувни басейни. Към тях обикновено има прикрепено въже, с което се издърпват обратно на сушата или палубата.
Появата на спасателния пояс е дело на известния изобретател от епохата на Ренесанса Леонардо да Винчи, който разработва проекти за лодки, танка и парашута. Той рисува ескиз на приспособлението, но не съставя описание, за това на науката е неизвестно, от какво и как Леонардо вижда направата на своя пояс.
През 1915 г. сър Артър Конан Дойл е поканен за консултация в Главния морски щаб кралския флот на Великобритания. И скоро във флота, като част от задължителното оборудване, са въведени спасителните пояси.

## Характеристики
Стандартният спасателен пояс има външен диаметър (D) 760 – 680 мм, вътрешен (a) – 440 мм, ширина на пръстена – 100 – 160 мм, дебелина на кръга – 80 – 100 мм. Масата на спасителния пояс е не по-малко от 2,5 кг, а плаваемостта трябва да съставлява примерно 14 кг.
Поясът може да бъде направен както изцяло от корк, така и от пенопласт или пенополиуретан с обвивка от ПВХ.
Съгласно Правилата Речния Регистър (Русия) (ч.3 „Комплектация на съдовете със спасителни средства“), е задължително окомплектоването със спасителни пояси – 2 бр. за съдове по-малки от 30 м и 4 бр. на съдовете с големина повече от 30 м.
В Русия характеристиките на спасителните пояси са регламентирани от държавния стандарт „ГОСТ 19815 – 74“.

## Изпитания
Спасителните пояси се изпробват на здравина чрез хвърлянето им на ребро на земята от височина 3 м или във водата легнал от височина 10 м. При това поясът не трябва да получи механични повреди.
Плавучестта на пояса се проверява чрез окачването към него в прясна вода на товар от 14,5 кг (за малък пояс с диаметър 680 мм – 8 кг) за 24 часа, а след това още 1 кг за 15 минути.

## Използване
Човек надява пояса върху себе си така, че той да се намира на неговите подмишници. В такова положение може да се издържи над водата продължително време.
Поясът може да се използва и от двама, в такъв случай те трябва да се държат за леера, закрепен на неговата външна страна.